# Georg Leonhard Schläpfer
Georg Leonhard Schläpfer (* 17. Mai 1766 in Speicher; † 1. September 1840 in Neukirch an der Thur, heute Gemeinde Kradolf-Schönenberg; heimatberechtigt in Speicher) war ein Schweizer Textilunternehmer aus dem Kanton Appenzell Ausserrhoden.

## Leben
Georg Leonhard Schläpfer war ein Sohn von Johannes Schläpfer. Im Jahr 1793 heiratete er Anna Hirzel, Tochter von Hans Caspar Hirzel.
Von 1785 bis 1791 hielt sich Schläpfer in Genua auf. Danach trat er ins väterliche Textilhandelsgeschäft ein. Er führte es nach dem Tod des Vaters bis 1802 weiter. Sein Geschäftspartner führte die Genueser Filiale unter dem Namen Georg Schläpfer e Vigo. Ab 1797 bis 1798 sowie von 1805 bis 1831 war Schläpfer Ratsherr in Speicher. 1819 gehörte er zu den Stiftern der Ersparniskasse Speicher. Bis 1840 wirkte er als deren Kassier und haftete allein für die Spareinlagen. 1820 war er Mitbegründer der Sonnengesellschaft Speicher. Dieser ersten Lesegesellschaft in Ausserrhoden stand er als Präsident vor.